# Shinji Aoyama
Shinji Aoyama (青山 真治, Aoyama Shinji, 13 de juliol de 1964 - 21 de març de 2022) va ser un director de cinema, guionista, compositor, crític de cinema i novel·lista japonès. Es va graduar a la Universitat de Rikkyo. Va guanyar dos premis al 53è Festival Internacional de Cinema de Canes per la seva pel·lícula Eureka.

## Biografia
Shinji Aoyama va néixer a Kitakyushu, prefectura de Fukuoka, Japó. Va començar a interessar-se pel cinema quan va veure Apocalypse Now i va pensar seriosament a fer pel·lícules després de veure pel·lícules de Jean-Luc Godard com ara Pierrot le Fou i Dues o tres coses que sé d'ella. Es va graduar a la Universitat Rikkyo, on va estar profundament influenciat pel crític de cinema Shigehiko Hasumi, de qui va prendre classes.
Després de graduar-se, Aoyama va treballar com a assistent de direcció del director de cinema suís Daniel Schmid, el director japonès Kiyoshi Kurosawa i el director islandès Fridrik Thor Fridriksson. Va fer el seu debut com a director amb la producció de V-Cinema It's Not in the Textbook! el 1995.
El 1996, Aoyama va fer Helpless, que és el seu primer llargmetratge. La seva pel·lícula de 2000 Eureka, també ambientada a Fukuoka, es va estrenar al 53è Festival Internacional de Cinema de Canes on va rebre tant el premi FIPRESCI de la Federació Internacional de Crítics de Cinema com el Premi del Jurat Ecumènic. Juntament amb la pel·lícula de 2007 Sad Vacation, Eureka i Helpless comprenen la "saga de Kitakyushu." El 2011 va tornar amb la pel·lícula romàntica Tokyo Park, que va guanyar el premi especial Pardo d'Oro al 64a Festival Internacional de Cinema de Locarno per honrar tota la seva carrera. La seva següent pel·lícula, The Backwater, es va estrenar el 2013.
La producció literària d'Aoyama inclou la seva novel·lació del 2001 d'Eureka, que va guanyar el Premi Yukio Mishima, així com la novel·la Hotel Chronicles, que va ser nominada al Premi Literari Noma el 2005. També ha col·laborat com a crític a Cahiers du Cinéma Japon and Esquire Japan.
A partir de 2012, em vaig convertir en professor al Departament d'Imatges en Moviment i Arts Escèniques de la Tama Art University.
Estava casat amb l'actriu japonesa Maho Toyota, que va tenir un paper protagonista a Desert Moon.
Aoyama va morir el 21 de març de 2022 de càncer d'esòfag.

## Estil i influències
Mark Schilling de The Japan Times va descriure Aoyama com "Un cinèfil intel·ligent i dedicat que treballa les seves influències en les seves pel·lícules mentre experimenta amb diversos gèneres".
Aoyama va afirmar que l'origen del desig de continuar la història a "Kitakyushu Saga" és François Truffaut, un director de cinema francès que va utilitzar el mateix personatge (Antoine Doinel) en algunes de les seves pel·lícules.
Aoyama va incloure Faust de F. W. Murnau i Johnny Guitar de Nicholas Ray com a dues de les millors pel·lícules de tots els temps l'any 2012. Sobre Faust, va dir: "Sempre vull recordar que les pel·lícules estan fetes amb l'alegria de la rèplica. La fascinació de les pel·lícules no és el seu realisme, sinó com gaudir del 'real'. En això sentit, sempre tinc Faust en la meva ment mentre penso una pel·lícula, faig una pel·lícula i parlo d'una pel·lícula". Sobre Johnny Guitar va dir: "Johnny Guitar és l'única pel·lícula que m'agradaria refer algun dia, tot i que sé que és impossible. Probablement s'acosti més al pitjor malson que puc tenir. Ho sé. Segur que el meu desig de refer aquesta pel·lícula prové del meu pensament deformat que vull refer el meu propi malson."

## Filmografia

### Llargmetratges de ficció
- Helpless (1996)
- Two Punks (1996)
- Wild Life (1997)
- An Obsession (1997)
- Shady Grove (1999)
- EM Embalming (1999)
- Eureka (2000)
- Desert Moon (2001)
- Mike Yokohama: A Forest with No Name (2002)
- Lakeside Murder Case (2004)
- Eli, Eli, Lema Sabachthani? (2005)
- Crickets (2006)
- Sad Vacation (2007)
- Tokyo Park (2011)
- The Backwater (2013)
- Living in the Sky (2020)[21]

### Curtmetratges de ficció
- Trunk (2003)
- The Detective Who Can Say No (2003)
- Like a Desperado Under the Eaves (2003)
- Days in the Shade (2003)
- Le Petit Chaperon Rouge (2008)
- 60 Seconds of Solitude in Year Zero (segment) (2011)

### Documentalss
- To the Backstreet: The Films Kenji Nakagami Left Out (2001)
- Song of Ajima (2003)
- AA (2005)

### Curtmetratges documentals
- 1/5 (1996) (8 min, de la pel·lícula d’antologia Celebrate Cinema 101)
- To the Alley (2000)
- Down (2010)

### Vídeos
- It's Not in the Textbook! (1995)
- A Weapon in My Heart (1996)
- 12 June 1998 (1999) – also known as At the Edge of Chaos
- So as Not to Say Everything About Her Already Aged Self (2001)

### Televisió
- The Jesus of the Ruins (2001)
- The Private Detective Mike (2002)
- D x Town (episode "Spiders Now") (2012)
- 4 for Flowers (2013)
- Shokuzai no Sonata (mini-series, 4 episodes) (2015)
- Kingyo Hime (2020)

### Novel·less
- Eureka (2000)
- Tsuki no Sabaku (2002)
- Helpless (2002)
- Hotel Chronicles (2005)
- Shi no Tani '95 (2005)
- Ugetsu Monogatari (2006)
- Sad Vacation (2006)
- Entertainment! (2007)
- Chikyu no Ue de Visa mo Naku (2009)
- Kaerimichi ga Kieta (2010)
- Strange Face (2010)

### Criticisme
- Lost in America (2000)
- Wim Wenders (2000)
- Ware Eiga o Hakken Seri (2001)
  - Aoyama, Shinji. «Nouvelle Vague Manifesto; or, How I Became a Disciple of Philippe Garrel». Lola Journal, 2015. (English translation of chapter from Ware Eiga o Hakken Seri)
- Aoyama Shinji to Abe Kazushige to Nakahara Masaya no Cine-con! (2004)
- Cinema 21 (2010)
- Eiga Nagabanashi (2011)